# Sphaerobathytropa antarctica
Sphaerobathytropa antarctica är en kräftdjursart som beskrevs av Albert Vandel 1963. Sphaerobathytropa antarctica ingår i släktet Sphaerobathytropa och familjen Scleropactidae. Inga underarter finns listade i Catalogue of Life.